# Traugott Maximilian Eberwein

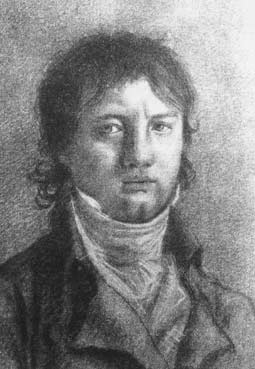
Traugott Maximilian Eberwein.

Traugott Maximilian Eberwein, född 27 oktober 1775 i Weimar, död 2 december 1831 i Rudolstadt, var en tysk violinist och tonsättare. Han var bror till Carl Eberwein. 
Eberwein, som var hovkapellmästare i Rudolstadt, skrev bland annat kantater, operor, symfonier och konserter. 